# Gerhard Grüneberg
Gerhard Grüneberg (ur. 29 sierpnia 1921 w Lehnin, pow. Zauch-Belzig, zm. 10 kwietnia 1981 w Berlinie) – wschodnioniemiecki polityk, działacz SED, sekretarz KC ds. rolnictwa i członek Biura Politycznego KC SED.

## Życiorys
Grüneberg urodził się w rodzinie robotniczej. Ukończył szkołę podstawową w Michelsdorf (1928–1936), odbył staż murarski w Lehnin (1936–1939) i pracował w tym zawodzie do 1941 w Oranienburgu. Do 1945 był żołnierzem Wehrmachtu i trafił do niewoli angielskiej. Do końca 1945 pracował jako murarz w Oldenburgu.
W 1946 przeniósł się do radzieckiej strefy okupacyjnej i wstąpił do SED. Pracował w zawodzie murarza w Fürstenberg (Oder) i Oranienburgu (1946–1947). Uczęszczał do Powiatowej Szkoły Partyjnej (Kreisparteischule) w Niederbarnim (1947). Krótko pracował w charakterze nauczyciela w Oranienburgu (1947). Przeszedł do aparatu politycznego, początkowo pełnił funkcję kier. wydz. (1947–1948) a następnie I sekr. Komitetu Powiatowego SED w Gubinie (1948–1949). W międzyczasie ukończył Szkołę Partyjną Landu w (Landesparteischule) w Schmerwitz (1948), powierzono mu funkcję sekr. Komitetu SED Brandenburgii (1949–1952) i I sekr. Komitetu Okręgowego SED we Frankfurcie nad Odrą (1952–1958). W tym czasie zaocznie studiował w Wyższej Szkole Partyjnej im. Karola Marksa (Parteihochschule Karl Marx) w Kleinmachnow/Berlinie (1952–1958). Od 1958 Grüneberg był deputowanym do Izby Ludowej NRD (Volkskammer), w 1959 został zastępcą członka, w 1966 członkiem Biura Politycznego Komitetu Centralnego SED i sekretarzem ds. rolnictwa KC (1960–1981). Na tym stanowisku odegrał znaczącą rolę we wdrażaniu industrializacji rolnictwa w dużych gospodarstwach, wcześniej rozdzielonych do produkcji roślinnej lub zwierzęcej. W rezultacie „podaż żywności [...] pogorszyła się drastycznie”. Według Norberta F. Pötzla, red. tyg. „Spiegel”, rolnictwo NRD zostało uratowane przed całkowitym upadkiem przez śmierć Grüneberga w kwietniu 1981. Był też ministrem – członkiem Prezydium Rady Ministrów NRD (1962–1963), Rady Rolnictwa i Przemysłu Spożywczego NRD (Rates für Landwirtschaft und Nahrungsgüterwirtschaft) (1963), i Prezydium Rady Naukowej NRD (Präsidiums des Forschungsrates der DDR) (1966). Z racji sprawowanych funkcji był „skoszarowany” w partyjno-rządowych osiedlach kierownictwa NRD – początkowo wokół Majakowskiring w Berlinie-Pankow, następnie na Osiedlu Leśnym pod Bernau. Zmarł w 1981 i po śmierci jego urnę pochowano na Cmentarzu Centralnym Friedrichsfelde (Zentralfriedhofs Friedrichsfelde) w berlińskiej dzielnicy Lichtenberg.